# Zigenídeos
Zigenídeos (Zygaenidae) são uma família de insetos da ordem Lepidoptera onde todos os seus membros são mariposas; de voo diurno lento e vibrante, possui um par de antenas. Suas cores brilhantes são um aviso aos predadores, que elas não são desfrutáveis por conter HCN (Cianeto de hidrogênio), durante todo seu ciclo de vida (lagarta a mariposa). 
Alimentam-se como algumas borboletas, por flores.

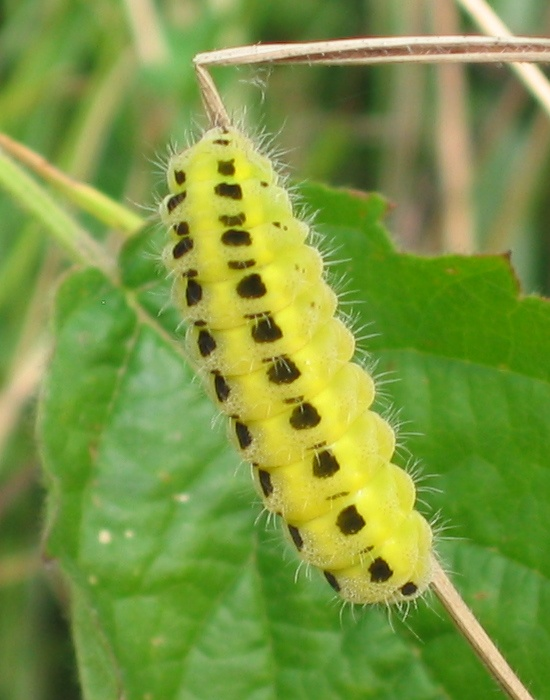

As lagartas são robustas, possuem uma extensão do tórax que pode cobrir  a cabeça.  A maioria de sua  alimentação é baseada em plantas herbáceas, mas também se alimentam de outras plantas.  As lagarta, têm umas cavidades em que armazenam o Cianeto, e podem excretá-lo  como gotas defensivas.